# Ian Gut
Ian Gut (22 marzo 1995) è un ex sciatore alpino svizzero naturalizzato liechtensteinese dal 2018.

## Biografia
Specialista delle prove tecniche originario di Comano e fratello di Lara, a sua volta sciatrice alpina, Ian Gut, attivo dal dicembre del 2010, ha esordito in Coppa Europa il 28 gennaio 2015 a Crans-Montana in slalom gigante, senza completare la prova. Dalla stagione 2018-2019 ha lasciato la nazionale svizzera per passare a quella liechtensteinese; il 21 dicembre 2018 ha ottenuto il miglior risultato di carriera in Coppa Europa, ad Altenmarkt-Zauchensee in supergigante (12º), e ai successivi Mondiali di Åre 2019, sua prima presenza iridata, non ha completato né il supergigante né lo slalom gigante.
Ha debuttato in Coppa del Mondo il 27 novembre 2020 a Lech/Zürs in parallelo piazzandosi 39º: tale risultato sarebbe rimasto il migliore di Gut nel massimo circuito. Ai Mondiali di Cortina d'Ampezzo 2021, sua ultima presenza iridata, non ha completato lo slalom gigante; ha preso per l'ultima volta il via in Coppa del Mondo il 23 ottobre 2022 a Sölden e in Coppa Europa il 7 febbraio 2023 a Folgaria, in entrambi i casi senza completare lo slalom gigante in programma. Si è ritirato al termine di quella stessa stagione 2022-2023 e la sua ultima gara in carriera è stata lo slalom gigante dei Campionati slovacchi 2023, disputato il 4 aprile a Štrbské Pleso; non ha preso parte a rassegne olimpiche.

## Palmarès

### Coppa Europa
- Miglior piazzamento in classifica generale: 150º nel 2019

### Australia New Zealand Cup
- Miglior piazzamento in classifica generale: 8º nel 2023
- 1 podio:
  - 1 terzo posto

### Far East Cup
- Miglior piazzamento in classifica generale: 9º nel 2017
- 3 podi:
  - 2 vittorie
  - 1 terzo posto

#### Far East Cup - vittorie
| Data             | Località | Paese | Specialità |
| ---------------- | -------- | ----- | ---------- |
| 13 dicembre 2016 | Wanlong  | Cina  | GS         |
| 14 dicembre 2016 | Wanlong  | Cina  | GS         |

Legenda:

GS = slalom gigante

### Campionati liechtensteinesi
- 2 medaglie:
  - 2 ori (slalom gigante nel 2019; slalom gigante nel 2021)